# Rezerwat przyrody Pawski Ług
Pawski Ług – torfowiskowy rezerwat przyrody w województwie lubuskim, niedaleko Łagowa, na terenie nadleśnictwa Świebodzin. Leży w granicach Łagowsko-Sulęcińskiego Parku Krajobrazowego. Zajmuje powierzchnię 34,52 ha.
Obszar rezerwatu objęty jest ochroną czynną.

## Historia
Pawski Ług został powołany zarządzeniem Ministra Leśnictwa i Przemysłu Drzewnego z dnia 31 marca 1970 r. w sprawie uznania za rezerwat przyrody, w celu zachowania ze względów naukowych i dydaktycznych naturalnych zbiorowisk roślinności bagiennej i torfowiskowej. Początkowo jego powierzchnia była niewielka, zaledwie 3,67 ha i obejmowała torfowisko przejściowe z interesującą roślinnością. W 2002 roku rezerwat powiększono do ponad 34 ha, włączając otaczające tereny leśne i niewielkie, zarastające torfowym płem jeziorko.

## Torfowisko
Torfowisko w rezerwacie Pawski Ług jest zasilane przez wody opadowe. Oznacza to, że jest to środowisko ubogie w mineralne substancje pokarmowe. Pokłady torfu przekraczają tu 5 m.
Położone w głębokiej niecce torfowisko otacza ponad 100-letni las mieszany dębowo-bukowo-sosnowy, z domieszką świerka. Spośród rosnących tu roślin można znaleźć takie gatunki jak: rosiczka okrągłolistna, wełnianka i żurawina błotna, której owoce są jadalne. Oprócz nich rośnie tutaj, wyróżniająca się oryginalnym kwiatem i owocostanem, czermień błotna. Cztery z występujących tu gatunków roślin podlegają ochronie gatunkowej: rosiczka okrągłolistna, kruszyna pospolita, kalina koralowa i bagno zwyczajne.
Torfowisko charakteryzuje się również zróżnicowanym światem zwierzęcym, jest m.in. miejscem rozrodu płazów.
Dla turystów rezerwat jest łatwo dostępny – dojść do niego można idąc z Łagowa w kierunku Poźrzadła szosą, około 2 km na południe.